# ناحیه ولی، شهرستان پوپ، آرکانزاس
ناحیه ولی، شهرستان پوپ، آرکانزاس (به انگلیسی: Valley Township, Pope County, Arkansas) یک سکونتگاه مسکونی در ایالات متحده آمریکا است که در شهرستان پوپ، آرکانزاس واقع شده‌است.

## خصوصیات
ولی تونشیپ ۲٬۷۷۶ نفر جمعیت دارد و ۱۳۵٫۰۳ متر بالاتر از سطح دریا واقع شده‌است.